# Emblingia
Emblingia, monotipski biljni rod s vrstom E. calceoliflora, jedini je predstavnik porodice Emblingiaceae. To je višegodišnji polugrm, koji kao endem raste samo u Zapadnoj Australiji. 

## Opis
Polrodica Emblingiaceae također sadrži samo jednu vrstu, Emblingia calceoliflora, koja je porijeklom iz zapadne Australije. To je prilično grubo dlakavi polugrm, s vrlo zanimljivim cvjetovima koji se nalaze u pazušcima listova. Postoje neke kontroverze oko morfologije ovih cvjetova, koji su zigomorfni i drže se naopako. Latice su srasle, iako je cijev s jedne strane podijeljena i postoje samo dvije latice. Prašnici i plodnica nose se na zajedničkoj peteljci; samo četiri od osam prašnika su plodna. Suhi plod se ne ljušti, ali sjemenke imaju mesnat plod, što je prilično neobična kombinacija.

## Vanjske poveznice
- FloraBase Emblingia calceoliflora F.Muell.
- Floral morphology and structure of Emblingia calceoliflora (Emblingiaceae, Brassicales): questions and answers